# Alliance française de Toruń
 (août 2025).
L’Alliance française de Toruń est un organisme proposant des cours de la langue française fondé en 1988, initialement dans le cadre de l'Université Nicolas-Copernic. Ses activités ont été progressivement transférées à une association sans but lucratif fondée à cet effet en 2007 (Toruńskie Stowarzyszenie Alliance Française).

## Activités
L'Alliance française de Toruń propose des cours de langue française pour adultes et enfants à tous les niveaux, de A1 à C2, ainsi que des cours spécifiques tels que français des affaires et des cours intensifs en fin de semaine (4 à 6 week-ends).
Elle permet de préparer les tests et examens officiels français de français langue étrangère. Elle organise des formations en collaboration avec le bureau de coopération linguistique de l'Institut français de Pologne et peut accueillir des séminaires. Elle peut mettre sa cafétéria à disposition de particuliers et d'entreprises pour l'organisation d'événements.
Elle propose des activités estivales à l'étranger, notamment des séjours linguistiques de français à Blois et sur la Riviera ligure (Italie), avec des excursions à Cannes, Monaco, Nice...
Parmi les activités culturelles, on peut relever des ateliers culinaires proposés durant le festival Toruń avec passion et des ateliers de civilisation française pour les collégiens et lycéens ou l'organisation de la Semaine du goût.

## Direction
- présidente actuelle de l'association : Jolanta Hoffman-Mazurek
- ancien président, actuel vice-président : Wojciech Olszewski (professeur d'université et ethnologue spécialiste de l'interculturalité)
- directrice : Irena Kruszka[4].

Un attaché de coopération pour le français à compétence régionale (auparavant situé à Poznań) était en poste auprès de l'Alliance française de Toruń de 2007 à 2011 :
- Pascal Schaller